# مديرية المخابرات الرئيسية (روسيا)

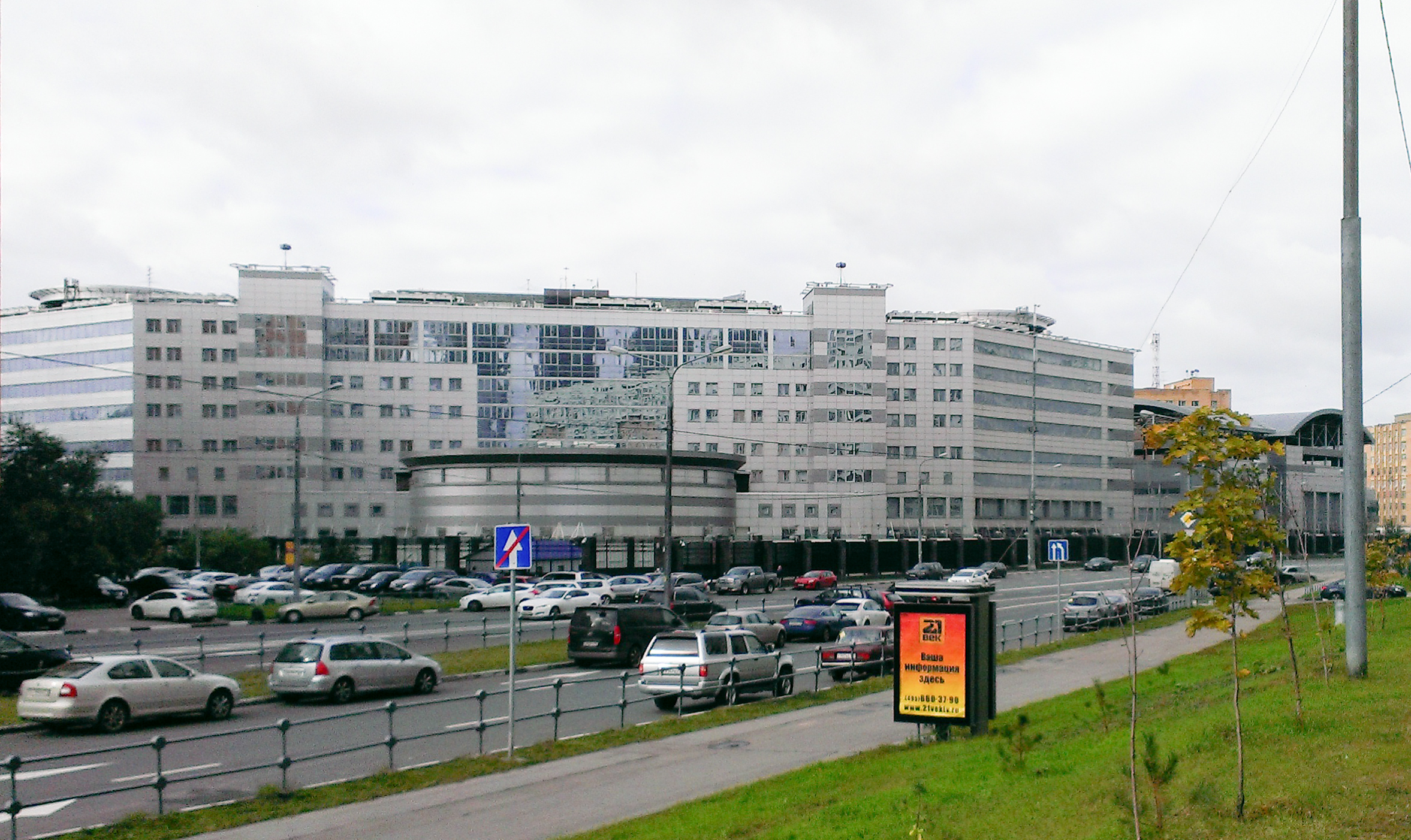
مقر الاستخبارات العسكرية الروسية

المديرية الرئيسية لهيئة الأركان العامة للقوات المسلحة الروسية (باللغة الروسية: Гла́вное управле́ние Генера́льного шта́ба Вооружённых сил Росси́йской Федера́ции) والتي كانت تعرف سابقا باسم مديرية المخابرات الرئيسية والتي لا تزال معروفة باسم اختصارها السابق GRU، هي وكالة المخابرات العسكرية الخارجية لهيئة الأركان العامة للقوات المسلحة للاتحاد الروسي (سابقا هيئة الأركان العامة لاتحاد الجمهوريات الاشتراكية السوفياتية). على عكس وكالات الأمن والاستخبارات الروسية الأخرى، التي يكون رؤساءها مسؤولين مباشرة أمام رئيس روسيا، فإن مدير المخابرات العسكرية تابع للقيادة العسكرية الروسية، أي وزير الدفاع ورئيس هيئة الأركان العامة.
المديرية هي أكبر وكالة استخبارات في روسيا. ووفقًا لتصريحات لم يتم التحقق منها من قبل ستانيسلاف لونيف، المنشق عن وحدة المخابرات العسكرية، فقد نشرت الوكالة في عام 1997 ستة أضعاف عدد العملاء في الدول الأجنبية، خلفًا لإدارة العمليات الخارجية في المخابرات السوفياتية. وقادت أيضًا حوالي 25 ألفًا من قوات السبيتسناز اعتبارًا من عام 1997.

## التاريخ
أول هيئة روسية للاستخبارات العسكرية ترجع إلى عام 1810: اقترح وزير الحرب مايكل أندرياس باركلي دي تولي للإمبراطور الروسي ألكسندر الأول إنشاء هيئة دائمة للاستخبارات العسكرية الاستراتيجية. في يناير 1810 تم تشكيل بعثة الشؤون السرية التابعة لوزارة الحرب. بعد ذلك بعامين أعيدت تسميته المكتب الخاص.
في عام 1815 أصبح المكتب الإدارة الأولى تحت قيادة رئيس الأركان العامة. في عام 1836 تم نقل وظائف المخابرات إلى الإدارة الثانية تحت رئاسة رئيس الأركان العامة. بعد العديد من التغييرات في الأسماء على مر السنين، في أبريل 1906، تم تنفيذ المخابرات العسكرية من قبل الإدارة الخامسة تحت رئاسة الأركان العامة لوزارة الحرب.
تم إنشاء أول سلف لـ GRU في روسيا السوفيتية بموجب أمر سري وقع في 5 نوفمبر 1918 من قبل جوكومز فاسييتيس، أول قائد عام للجيش الأحمر، وإفرايم سكليانسكي، نائب ليون تروتسكي. منذ عام 2006، احتفل الاتحاد الروسي رسميًا بتاريخ 5 نوفمبر كعطلة مهنية للاستخبارات العسكرية في روسيا.
كانت المخابرات العسكرية البشرية التي تم إنشاؤها على هذا النحو معروفة في الأصل باسم وكالة التسجيل في المقر الميداني للمجلس العسكري الثوري للجمهورية. كان سيمون أرالوف أول رئيس لها. في تاريخه في السنوات الأولى من GRU، كتب ريمون و. ليونارد:
كما تم إنشاؤه في الأصل، لم تكن إدارة التسجيل تابعة مباشرة لهيئة الأركان العامة (في ذلك الوقت تسمى الأركان الميدانية للجيش الأحمر). إداريًا، كانت الإدارة الثالثة لمديرية عمليات الموظفين الميدانيين. في يوليو 1920، تم جعلها الثانية من بين أربعة أقسام رئيسية في مديرية العمليات. حتى عام 1921، كان يطلق عليه عادة المسجل (قسم التسجيل). في ذلك العام، في أعقاب الحرب السوفيتية البولندية، كانت في مرتبة عالية لتصبح المديرية الثانية (المخابرات) لأركان الجيش الأحمر. ربما نتج ذلك عن مسؤولياته الأساسية في وقت السلم كمصدر رئيسي للاستخبارات الأجنبية للقيادة السوفيتية. كجزء من إعادة تنظيم كبيرة للجيش الأحمر، في وقت ما في عام 1925 أو 1926 أصبحت المديرية الرابعة (المخابرات) لأركان الجيش الأحمر، وبعد ذلك عرفت أيضًا ببساطة باسم «الإدارة الرابعة». طوال معظم فترة ما بين الحربين، أطلق عليها الرجال والنساء الذين عملوا في المخابرات التابعة للجيش الأحمر إما الإدارة الرابعة، دائرة المخابرات، رازفيدوبر، نتيجة لإعادة التنظيم [في عام 1926]، التي تم تنفيذها جزئيًا لكسر قبضة تروتسكي على الجيش، يبدو أن الإدارة الرابعة قد وضعت مباشرة تحت سيطرة مجلس الدفاع عن الدولة (أو GKO). بعد ذلك ذهبت تقاريرها مباشرة إلى GKO والمكتب السياسي، حتى تجاوزت على ما يبدو أركان الجيش الأحمر.
كان يان كارلوفيتش برزين أول رئيس للمديرية الرابعة، الذي ظل في المنصب من مارس 1924 حتى أبريل 1935 (في وقت لاحق، في عام 1938، تم القبض عليه وإعدامه بتهمة محاولة انقلاب).
كانت المخابرات العسكرية معروفة في الحكومة السوفيتية لاستقلالها الشرس عن «منظمات المخابرات الداخلية» المنافسة، مثل مفوضية الشعب للشؤون الداخلية، في وقت لاحق لجنة أمن الدولة. يقع مقر المخابرات العسكرية غرب الكرملين، في حين كانت مفوضية الشعب للشؤون الداخلية في وسط موسكو، بجوار المبنى الذي يضم مفوضية الشعب للشؤون الخارجية. وفقًا للبيانات العامة لمحاربي المخابرات العسكرية السوفيتية، كانت وحدة المخابرات العسكرية تابعة دائمًا لـ لجنة أمن الدولة (الكي جي بي). تم تأسيسها بأمر جوزيف ستالين بتاريخ 16 فبراير 1942. من أبريل 1943، كانوا يتعاملون مع الأجهزة الاستخباراتية الأخرى خارج حدود اتحاد الجمهوريات الاشتراكية السوفيتية. قاموا بتجنيد جواسيس، سواء كانوا «قانونيين» (أي العاملين في السفارات السوفيتية) أو «غير القانونيين»، في جميع أنحاء العالم.
لم يتم نشر أي معلومات عن المديرية خلال الحقبة السوفيتية، ولكن الوثائق المتعلقة بها أصبحت متاحة في الغرب في أواخر عشرينيات القرن العشرين، وقد ذُكرت في مذكرات المنشق الأول لعام 1931، جورج أغابيكوف، ووصفت بالتفصيل في عام 1939 السيرة الذاتية (كنت عميل ستالين) بقلم والتر كريفيتسكي، أكبر ضابط مخابرات في الجيش الأحمر على الإطلاق. أصبحت معروفة على نطاق واسع في روسيا، وفي الغرب خارج الحدود الضيقة لمجتمع المخابرات، خلال البيريسترويكا، ويرجع ذلك جزئيًا إلى كتابات «فيكتور سوفوروف»، وهو ضابط انشق وفر إلى بريطانيا في عام 1978 وكتب عن تجاربه في الجيش والمخابرات السوفياتية. وفقا لسوفوروف، حتى الأمين العام للحزب الشيوعي للاتحاد السوفيتي في حال أراد دخول مقر المديرية كان يخضع لفحص أمني.
بعد انهيار الاتحاد السوفييتي في ديسمبر 1991، استمرت المديرية كجزء مهم من أجهزة المخابرات الروسية، خاصة أنه لم يتم تفكيكها أبدًا (على عكس الكي جي بي).
تم حل الكي جي بي بعد مساهمته في انقلاب فاشل في عام 1991 ضد الرئيس السوفيتي آنذاك ميخائيل جورباتشوف. وقد تم تقسيمها منذ ذلك الحين إلى دائرة المخابرات الأجنبية (SVR) ودائرة الأمن الفيدرالية (FSB). في عام 2006، انتقلت المديرية إلى مقر جديد، كلف 9.5 مليار روبل وبمساحة 70 ألف متر مربع.
في أبريل 2009، قام الرئيس دميتري ميدفيديف بطرد رئيس المديرية آنذاك فالنتين كورابيلنيكوف، الذي كان يرأس المديرية منذ عام 1997، بسبب اعتراضات كورابيلنيكوف على الإصلاحات المقترحة. في عام 2010، تم تغيير الاسم الرسمي للوحدة من "GRU" إلى «المديرية الرئيسية لرئيس هيئة الأركان العامة الروسية» أو "G.U."، ولكن استمر استخدام "GRU" بشكل شائع في وسائل الإعلام.
تسبب وفاة رئيس المديرية إيغور سيرغون في أوائل يناير 2016 بعدة تكهنات. على رأس وحدة المخابرات العسكرية منذ أواخر عام 2011، ورد أن إيغور سيرغون تولى مسؤولية الوكالة في أعقاب التخفيضات الجذرية للخدمة التي نفذت في سياق إعادة التنظيم الجذري للجيش على يد وزير الدفاع أناتولي سيرديوكوف، ونسب الفضل إلى GRU بعد أن استعادت بعض نفوذها السابق، وعلى الأخص من خلال لعب دور بارز في الاستيلاء على شبه جزيرة القرم في عام 2014 وفي التدخل الروسي في شرق أوكرانيا بعد الاضطرابات المدبرة من قبلها إلى حد كبير.
تميزت فترة ولاية إيغور كوروبوف بما تفسره وسائل الإعلام الإخبارية على أنها حالات فشل متعددة بارزة مثل محاولة الانقلاب الفاشلة لعام 2016 في الجبل الأسود وعملية تسميم العميل المنشق سيرجي سكريبال الفاشلة لعام 2018، بالإضافة إلى عدد غير مسبوق من عملاء المديرية المفصح عنهم. توفي كوروبوف في 21 نوفمبر 2018، «بعد مرض خطير»، وفقا لبيان وزارة الدفاع الرسمي. أثارت وفاته تكهنات وتقارير غير مؤكدة عن مرضه في أكتوبر من ذلك العام زوبعة من الشكوك حول الرئيس فلاديمير بوتين. ومع ذلك، حذر ضابط المخابرات المركزية السابق دانيال هوفمان في عام 2017 من أن بعض عمليات المخابرات الروسية الأخيرة التي يبدو أنها فاشلة ربما كانت «عمليات فاشلة متعمدة»، أي عمليات كان من المقرر اكتشافها.
وبالمثل، في عام 2019، أبدى منسق المخابرات السابق في حكومة إستونيا رأيه في الغموض الذي: «أصبح هذا النوع من العمليات الاستخبارية جزءًا من الحرب النفسية. ليس الأمر أنهم أصبحوا أكثر عدوانية. يريدون أن يشعروا العالم أنهم لا زالوا جزء من اللعبة».  

## النشاطات غير القانونية
وفقًا لرويترز في خريف عام 2018، كان لدى المديرية برنامج طويل الأمد لتشغيل الجواسيس «غير الشرعيين»، أي أولئك الذين يعملون بدون غطاء دبلوماسي والذين يعيشون تحت هوية قانونية في دول أجنبية سنوات. وأضاف التقرير: «إنها تلعب دورًا متزايد الأهمية في تطوير روسيا لحرب المعلومات (الدفاعية والهجومية). إنها منظمة عدوانية وممولة بشكل جيد وتحظى بدعم مباشر من الرئيس الروسي فلاديمير بوتين والوصول إليه، مما يسمح بالحرية في أنشطتها والتسامح فيما يتعلق بالتدقيق الدبلوماسي والتشريعي».

## القوات الخاصة للمديرية
لدى المديرية قوات معروفة باسم السبيتسناز، تم تشكيلها في عام 1949. بعد تفكك الاتحاد السوفيتي في عام 1991، ظلت هذه القوات كما هي حتى عام 2010، عندما تم نقلها إلى وكالات أخرى. في عام 2013، تم عكس القرار وتم إعادة تعيين قوات السبيتسناز في المديرية مرة أخرى. 

## عمليات المديرية الخارجية
على الرغم من أنه يُقارن أحيانًا بوكالة الاستخبارات الأمريكية، فإن أنشطة الموارد الوراثية تشمل تلك التي تقوم بها جميع وكالات المخابرات العسكرية الأمريكية المشتركة تقريبًا بالإضافة إلى المنظمات الأمريكية الوطنية الأخرى. فهي تجمع معلومات استخبارية بشرية من خلال الملحقين العسكريين وعملاء أجانب. كما أنها تحتفظ بقدرات استخباراتية واستخباراتية هامة للصور وقدرات صور الأقمار الصناعية ". وضعت مديرية الاستخبارات الفضائية السوفيتية أكثر من 130 قمرًا صناعيًا في المدار. استخدموا حوالي 350 ألف متخصص لهذا الغرض.
وهنا بعض عمليات المديرية في بعض الدول:

### النمسا
في 9 نوفمبر 2018، قال المستشار النمساوي سيباستيان كورز أنه يعتقد أن عقيدًا متقاعدًا يبلغ من العمر 70 عامًا كان يتجسس لصالح روسيا لسنوات. تم الإبلاغ عنه، الذي لم يتم الكشف عن اسمه والذي ربما تم الاتصال به تحت علم كاذب، أنه شارك في بيع أسرار رسمية لروسيا من عام 1992 حتى سبتمبر 2018. في يوليو 2019، وزارة النمسا أكدت أن الشخص المعني كان ضابطًا في وحدة المخابرات العسكرية الروسية المولود في موسكو إيجور إيجوروفيتش زايتسيف، وهو مواطن روسي، تم إصدار امر اعتقال دولي لاعتقاله.

### بلغاريا
حدد تحقيق صحفي هوية ضابط الاستخبارات الروسي (دينيس فياتشيسلافوفيتش سيرجيف) الذي كان يستخدم الاسم المستعار (سيرجي فياتشيسلافوفيتش فيدوتوف) كمشتبه به في تسميم رجل الأعمال البلغاري إميليان غبريف في صوفيا عام 2015، في أعقاب هجوم انعكس على التقنيات المستخدمة في تسميم سيرغي سكريبال وابنته في لندن عام 2018، تم ربط هذا الهجوم على وجه التحديد بالوحدة 29155 التابعة للمديرية.

### كندا
تلقت المديرية عدة معلومات استخبارية من جيفري ديليسل، الضابط في البحرية الملكية الكندية، أدى اكتشاف الأمر إلى طرد العديد من موظفي السفارة الروسية، بما في ذلك الملحق العسكري الروسي لأوتاوا.

### إستونيا
أدين مواطن روسي يدعى أرتيم زينشينكو بالتجسس على إستونيا لصالح روسيا في مايو 2017. في عام 2007، تم استهداف دينيس ميتسافاس، وهو عضو من مواليد لاسامان في القوات البرية الإستونية، بعملية تسمى «اصطياد العسل» أثناء زيارته سمولينسك. وقد تعرض للابتزاز فيما بعد لتقديم معلومات إلى روسيا. تم تجنيده والده أيضًا من قبل عملاء روسيين كوسيلة ضغط ضده، وسيكون بمثابة ناقل للمعلومات السرية.
في 5 سبتمبر 2018، اتُهم الرائد دينيس ميتسافاس ووالده بإعطاء معلومات سرية إلى روسيا أدين الاثنان في فبراير 2019.

### فنلندا
في سبتمبر 2018، أدارت الشرطة الفنلندية عملية واسعة النطاق ضد العديد من المواقع المملوكة لشركة ايريستون أوي التي جمعت على مر السنين قطع الأراضي والمباني القريبة من المضائق الرئيسية والموانئ ومصافي النفط والمواقع الاستراتيجية الهامة الأخرى بالإضافة إلى سفينتين تابعتين للبحرية الفنلندية. تم تشغيل العملية الأمنية بالتوازي في مواقع متعددة، بما في ذلك مكتب التحقيقات الوطني الفنلندي والشرطة المحلية وإدارة الضرائب وحرس الحدود وقوات الدفاع الفنلندية. خلال العملية، تم الإعلان عن منطقة حظر جوي فوق أرخبيل توركو حيث توجد الأشياء الرئيسية. بينما كان السبب الرسمي للغارة هو تهم عدة بغسل الأموال والاحتيال الضريبي، تكهنت وسائل الإعلام بأن الشركة ربما كانت غطاء لمديرية المخابرات الروسية لإعداد البنية التحتية لهجوم مفاجئ على المواقع الفنلندية في حالة وجود صراع.

### فرنسا
تم طرد فيكتور إليوشين، وهو ضابط في المخابرات العسكرية يعمل كنائب ملحق للقوات الجوية، من فرنسا في عام 2014 لمحاولته التجسس على موظفين تابعين للرئيس فرانسوا هولاند. في أغسطس 2015، قامت وحدة تابعة للمديرية التي تظاهرت بأنها وحدة تابعة لتنظيم داعش بإيقاف قناة TV5Monde لمدة 18 ساعة تقريبًا. 

### جورجيا
في خضم اضطرابات العلاقات الجورجية – الروسية في عام 2006، ألقت إدارة المخابرات في بجورجيا القبض على أربعة ضباط استخبارات روسيين واتهموا بالتجسس والتخريب. وأدار عقيد روسي شبكة التجسس هذه من أرمينيا. وبعد بضعة أيام تم تسليم الضباط المعتقلين إلى روسيا من خلال منظمة الأمن والتعاون في أوروبا.

### اليابان
في سبتمبر 2000، طردت اليابان النقيب فيكتور بوجاتينكوف، الملحق العسكري بالسفارة الروسية في طوكيو، بتهمة التجسس. كان بوجاتينكوف يتلقى معلومات سرية من شيغيرو هاجيساكي، الباحث في المعهد الوطني لدراسات الدفاع.

### مولدوفا
في يونيو 2017، طردت مولدوفا خمسة من عملاء المخابرات الروسية الروسية الذين كانوا يعملون تحت غطاء دبلوماسي في السفارة الروسية في تشيسيناو، حيث يعتقد أنهم كانوا يحاولون تجنيد مقاتلين للقتال في الصراع الدائر في أوكرانيا.

### الجبل الأسود
يُعتقد أن الروسيين اللذين اتهمتهما نيابة الجبل الأسود بصفتهما منظمي محاولة الانقلاب في الجبل الأسود في أكتوبر 2016 هم ضباط المخابرات العسكرية الروسية. 

### هولندا وسويسرا
في منتصف سبتمبر 2018، ذكرت الصحافة السويسرية أنه تم القبض على رجلين يُزعم أنهما يعملان في وحدة المخابرات العسكرية في لاهاي بهولندا في ربيع ذلك العام، بعد حادثة تسميم سيرغي سكريبال وابنته، للتخطيط لاختراق أنظمة الكمبيوتر في مختبر سبيز، معهد سويسري يحلل هجمات الأسلحة الكيميائية لصالح منظمة حظر الأسلحة الكيميائية.
وأدى التحقيق الذي أجرته منافذ استخبارات مفتوحة المصدر في أعقاب الكشف عن الحكومة الهولندية التي استخدمت قواعد بيانات شرطة الطرق الروسية إلى تحديد 305 ضباط روسيين تم تسجيل سياراتهم الخاصة في مقر المديرية في موسكو. كما تم توثيق الضابط دينيس فياتشيسلافوفيتش سيرجيف على أنه يعمل في جنيف ولوزان.

### قطر
في 13 فبراير 2004، في الدوحة، اغتال عميلان روسيان سليم خان يندرباييف، الزعيم المنفي للمتمردين الشيشان. وأدين أناتولي بيلاشكوف وفاسيلي بوغاتشيوف بتهمة القتل من قبل محكمة جنائية قطرية، التي قالت إن الرجال تصرفوا بموجب أوامر مباشرة من القيادة الروسية.

### روسيا
وبحسب ما ورد خدم دميتري كوزاك وفلاديسلاف سوركوف، أعضاء حكومة فلاديمير بوتين، في المديرية. كان الشيشانيان سعيد ماجوميد كاكييف وسليم ياماداييف قادة الكتائب الخاصة الروسية. وقتل ما يقرب من 300 من الكوماندوز وضباط المخابرات وغيرهم من أفراد المخابرات العسكرية الروسية أثناء القتال في الشيشان. نُقلت مفارز تابعة للمديرية من الشيشان إلى لبنان بشكل مستقل عن قوة الأمم المتحدة المؤقتة في لبنان بعد حرب لبنان عام 2006.
تم اغتيال زليم خان يندرباييف من قبل اثنين من ضباط تابعين للمديرية. كما اتُهم ضباط المخابرات العسكرية الروسية بتشكيل فرق اغتيالات. 
كما تم اغتيال قائد المتمردين الأجانب في الشيشان سامر السويلم، الملقب بخطاب، من قبل عميل داغستاني تابع للمديرية، والذي سلمه رسالة مسمومة ومات على أثرها.

### إسبانيا
وفقًا للتقارير، فإن المحكمة المركزية في إسبانيا كانت تحقق في مجموعة تُعرف باسم (الوحدة 29155) -وهي وحدة تابعة للمديرية -وعملياتها في إسبانيا. وبحسب ما ورد كان بعض العملاء الروس يعملون في برشلونة، حوالي وقت استفتاء الاستقلال الكاتالونية لعام 2017.

### تركيا
في عام 2018، نشرت الحكومة التركية مقاطع فيديو من اغتيال القائد الشيشاني عبد الواحد إيدلجيريف، الذي قُتل في عام 2015 في إسطنبول، زاعمًا أن الجاني هو نفس الشخص الذي حاول اغتيال سكريبال في المملكة المتحدة.

### المملكة المتحدة
كان ألكسندر ليتفينينكو عميلاً سرياً لدى الاستخبارات الروسية ثم توقف عن العمل، وكان دائمًا يوجه الانتقادات اللاذعة للكرملين، تم القاء القبض عليه وأفرج عنه لاحقًا بعد توقيعه على معاهدة بعدم مغادرة روسيا لكنه هرب إلى لندن في العام 1999، في الأول من نوفمبر عام 2006، دعاه بعض أصدقائه العمل القدامى إلى شرب الشاي معهم في إحدى فنادق لندن. في الليلة التالية شعر بالتعب وكان دائم التقيؤ وعانى من ضيق التنفس. تم نقله إلى المستشفى لكنه حالته لا زالت تتدهور. توفى بعد ذلك بثلاثة أسابيع واكتشف الأطباء ان ليتفينينكو مات مسمومًا بمادة تدعى (البولونيوم).
في 11 سبتمبر عام 1978، كان المعارض البلغاري جورجي ماركوف يمشي على جسر ووترلو في مدينة لندن، سقط عليه شخص عن طريق الخطأ وجرحت ساق ماركوف عن طريق مظلة الرجل الذي كان يعتذر بشدة عن هذا الحادث، لم يهتم ماركوف بالامر ومضى في حال سبيله، وتوفى بعد ثلاثة أيام. كان رأس المظلة المدبب مدهونًا بسم الريسين، وهي مادة شديدة السمية، غرزها القاتل في ساق ماركوف. لم يُكتشف من هو القاتل إلى الآن.
كان سيرغي سكريبال ضابط استخبارات روسي وعميلًا مزدوجًا للاستخبارات البريطانية وكان يتعاون معهم خلال فترة التسعينات واوائل الالفية الثانية. قبض عليه في عام 2004 بعد أن اكتشفت اتصالاته مع البريطانيين، لم ينفي ذلك، وحكم عليه بالسجن لمدة 13 سنة بتهمة خيانة الدولة. في 2010 تم تسليم سكريبال إلى بريطانيا في صفقة تبادل جواسيس بين لندن وموسكو.
وفي 4 مارس/آذار 2018، وُجد سكريبال وابنته فاقدين للوعي في الشارع حيث عثر عليهما شرطي نتيجة تسميمهما بمادة مجهولة وتم نقلهما والشرطي إلى مستشفى في ساليسبري، في حالة حرجة. حيث صرحت الحكومة البريطانية فيما بعد إنهما سُمما بغاز للأعصاب تم تطويره في روسيا، ونفت موسكو ذلك قطعيا.

## رؤساء المديرية السابقين والحاليين
| الرقم | الاسم                | الفترة                         | الرئيس الروسي الذي خدم تحته                 |
| ----- | -------------------- | ------------------------------ | ------------------------------------------- |
| 1     | يفغيني تيموخين       | نوفمبر 1991 - أغسطس 1992       | بوريس يلتسين                                |
| 2     | فيودور ليديجين       | أغسطس 1992 - مايو 1997         | بوريس يلتسين                                |
| 3     | فالنتين كورابيلنيكوف | مايو 1997 - 24 أبريل 2009      | بوريس يلتسين فلاديمير بوتين دميتري ميدفيديف |
| 4     | ألكسندر شلاختوروف    | 24 أبريل 2009 - 25 ديسمبر 2011 | دميتري ميدفيديف                             |
| 5     | إيغور سيرغون         | 26 ديسمبر 2011 - 3 يناير 2016  | دميتري ميدفيديف فلاديمير بوتين              |
| -     | كان المنصب شاغرًا     | 3 يناير - 1 فبراير 2016        | فلاديمير بوتين                              |
| 6     | إيغور كوروبوف        | 2 فبراير 2016 - 21 نوفمبر 2018 | فلاديمير بوتين                              |
| 7     | إيغور كوستيوكوف      | 22 نوفمبر 2018 - حتى الآن      | فلاديمير بوتين                              |